# Inzigkofen
Inzigkofen es un municipio alemán perteneciente al distrito de Sigmaringa en el estado federado de Baden-Wurtemberg.

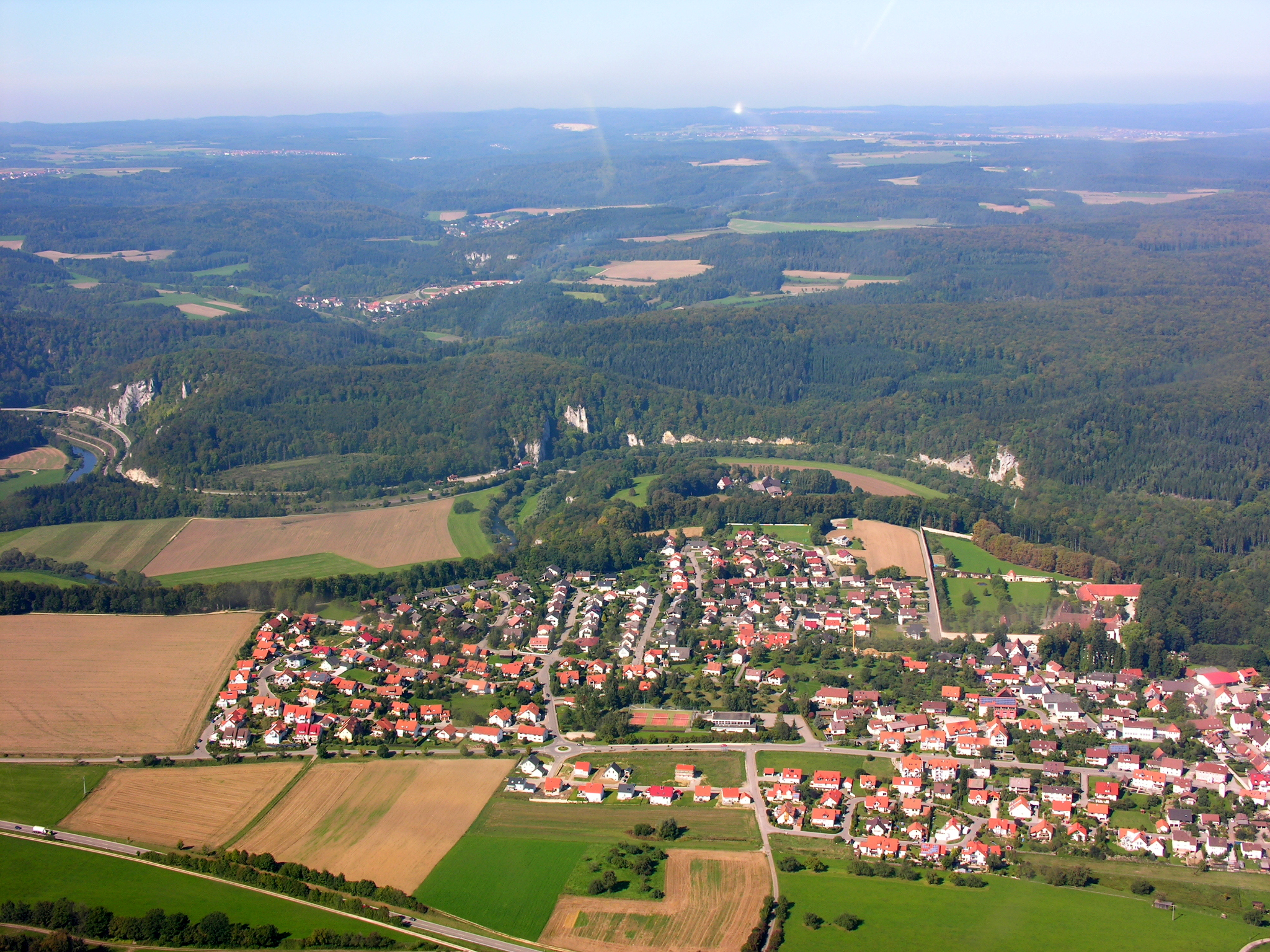
Inzigkofen